# 노바치시

노바치 시의 위치

노바치시(마케도니아어: Општина Новаци)는 마케도니아 공화국 남부에 위치한 지방 자치체로 행정 중심지는 노바치이며 면적은 753.53km2, 인구는 3,549명(2002년 기준)이다. 북쪽으로는 프릴레프 시, 북서쪽으로는 모길라 시, 서쪽으로는 비톨라 시와 접하며 동쪽과 남쪽으로는 그리스와 국경을 접한다.